# Raprock
Raprock is een muziekgenre waarin hiphop en rock gecombineerd worden. Oorspronkelijk is raprock een samensmelting van rapcore en rapmetal met invloeden uit de rockmuziek. Raprock wordt per definitie in groepsvorm gespeeld.
Soms ontlenen raprockartiesten elementen uit de funk en jazz om het ritme te versterken en de muziek vrolijker te maken. Het genre funkmetal is aan raprock verwant.
De instrumenten die vaak bij raprock worden toegepast zijn basgitaar, drums, elektrische gitaar, keyboard, draaitafels en drumcomputer.

## Voorbeelden
De database van Allmusic vermeldt onder meer de volgende albums als voorbeelden van raprockalbums:
- Red Hot Chili Peppers - Californication
- Brougham - Le Cock Sportif
- Uncle Kracker - Double Wide
- 311 - Grassroots
- Incubus - S.C.I.E.N.C.E.
- Insane Clown Posse - The Amazing Jeckel Brothers
- Kid Rock - Devil without a Cause
- Linkin Park - Hybrid Theory